# Villeneuve-d’Allier
Villeneuve-d’Allier ist ein französischer Ort und eine Gemeinde mit 281 Einwohnern (Stand: 1. Januar 2022) im Département Haute-Loire in der Region Auvergne-Rhône-Alpes (vor 2016: Auvergne). Die Gemeinde gehört zum Arrondissement Brioude und zum Kanton Pays de Lafayette.

## Lage
Villeneuve-d’Allier liegt etwa 43 Kilometer westnordwestlich von Le Puy-en-Velay am Allier. Umgeben wird Villeneuve-d’Allier von den Nachbargemeinden Saint-Just-près-Brioude im Norden und Nordwesten, Vieille-Brioude im Norden und Nordosten, Saint-Ilpize im Osten, Blassac im Süden, Ally im Südwesten sowie Mercœur im Westen.

## Geschichte
Als sich Frankreich im Zweiten Weltkrieg unter deutscher Besatzung befand, töteten die Deutschen in Villeneuve-d’Allier eine Gruppe von Widerstandskämpfern der Résistance, die in das Dorf gekommen waren, um sich mit Lebensmitteln zu versorgen.

## Bevölkerungsentwicklung
| Jahr                       | 1962 | 1968 | 1975 | 1982 | 1990 | 1999 | 2006 | 2017 |
| Einwohner                  | 368  | 324  | 298  | 346  | 288  | 306  | 326  | 290  |
| Quellen: Cassini und INSEE |      |      |      |      |      |      |      |      |